# Cryptospira
Genre
Cryptospira est un genre de mollusques gastéropodes marins de l'ordre des Neogastropoda et de la famille des Marginellidae.

## Historique
Le genre Cryptospira est décrit en 1844 par Richard Brinsley Hinds,.

## Genres
Selon WoRMS en 2019 :
- Cryptospira bridgettae Wakefield, 2010
- Cryptospira cloveriana Wakefield, 2010
- Cryptospira dactylus (Lamarck, 1822)
- Cryptospira elegans (Gmelin, 1791)
- Cryptospira fischeri (Bavay, 1903)
- Cryptospira glauca Jousseaume, 1875
- Cryptospira grisea (Jousseaume, 1917)
- Cryptospira immersa (Reeve, 1865)
- Cryptospira marchii Jousseaume, 1875
- Cryptospira mccleeryi Wakefield, 2010
- Cryptospira merguiensis Bozzetti, 2015
- Cryptospira onychina (A. Adams & Reeve, 1850)
- Cryptospira praecallosa (Higgins, 1876)
- Cryptospira quadrilineata (Gaskoin, 1849)
- Cryptospira sabellii Cossignani, 2006
- Cryptospira scripta (Hinds, 1844)
- Cryptospira strigata (Dillwyn, 1817)
- Cryptospira trailli (Reeve, 1865)
- Cryptospira tricincta (Hinds, 1844)
- Cryptospira ventricosa (Fischer von Waldheim, 1807)
- Cryptospira wallacei Wakefield, 2010

### Noms en synonymie
- Cryptospira (Gibberula) Swainson, 1840, un synonyme de Gibberula Swainson, 1840
- Cryptospira angustata (G. B. Sowerby, 1846), un synonyme de Volvarina angustata (G. B. Sowerby II, 1846)
- Cryptospira caducocincta (May, 1916), un synonyme de Mesoginella caducocincta (May, 1915)
- Cryptospira infelix Jousseaume, 1875, un synonyme de Mesoginella olivella (Reeve, 1865)
- Cryptospira loebbeckeana (Weinkauff, 1878), un synonyme de Cryptospira praecallosa (Higgins, 1876)
- Cryptospira mabellae (Melvill & Standen, 1901), un synonyme de Volvarina mabellae (Melvill & Standen, 1901)
- Cryptospira martini (Petit de la Saussaye, 1853), un synonyme de Prunum martini (Petit de la Saussaye, 1853)
- Cryptospira olivella (Reeve, 1865), un synonyme de Mesoginella olivella (Reeve, 1865)
- Cryptospira quiquandoni Cossignani, 2006, un synonyme de Cryptospira immersa (Reeve, 1865)
- Cryptospira rubens (Martens, 1881), un synonyme de Prunum rubens (Martens, 1881)
- Cryptospira verreauxi (Jousseaume, 1875), un synonyme de Volvarina verreauxi (Jousseaume, 1875)

### Publication originale
- [1844] (en) Richard Brinsley Hinds, « Descriptions of Marginellae collected during the voyage of H. M. S. Sulphur, and from the collection of H. Cuming Esq », Proceedings of the Zoological Society of London, vol. 12,‎ 1844, p. 72-77 (lire en ligne).